# Epigonus marimonticolus
Epigonus marimonticolus és una espècie de peix pertanyent a la família dels epigònids.

## Descripció
- Pot arribar a fer 16,5 cm de llargària màxima.
- 7 espines i 10 radis tous a l'aleta dorsal.
- Espines operculars ben desenvolupades.[5][6][7]

## Hàbitat
És un peix marí, mesobentònic-pelàgic i batidemersal que viu entre 250 i 420 m de fondària principalment sobre el fons marí.

## Distribució geogràfica
Es troba a l'Índic occidental: les muntanyes submarines entre Socotra i Madagascar.

## Observacions
És inofensiu per als humans.